# Richer le Lorrain
 (mars 2013).
 (mars 2013).
Pour les articles homonymes, voir Richer.
Richer ou Richer de Senones est un moine de l’abbaye de Senones dans les Vosges, né vers 1190 et mort vers 1266. Il est un des rares chroniqueurs et historiographes des Vosges dont on ait préservé une chronique complète, dite Chronique de Richer (Chronicon monasterii Senoniensis) et écrite après 1254-1255. 

## Moine voyageur
Né vraisemblablement vers 1190, Richer paraît être originaire du Val de Lièpvre. Fin connaisseur de l’Alsace et de la Lorraine, il étudie à Strasbourg. Les habitants de l'Alsace de langue tudesque sont nommés dans ses écrits les « Teudons », c'est-à-dire les Teutons. Ce voyageur, fin observateur des paysages et des météores, s'applique à décrire les lieux, en particulier les montagnes des Vosges.
Il apprécie le Val de Lièpvre et y séjourne souvent. Il rencontre de nombreuses fois les moines du prieuré de Lièpvre ainsi que les moines de Saint-Denis, qui y possèdent des dépendances. En 1223, il visite le monastère Saint-Denis en compagnie de moines de Lièpvre. 
Il se rend à de nombreuses reprises au château de Bilstein au-dessus d'Urbeis (Bas-Rhin), au prieuré d'Échéry qui, bien qu'à côté de Sainte-Croix-aux-Mines, est rattaché à cette époque à l'abbaye de Moyenmoutier. Il retourne également souvent au château de Bernstein qui domine la commune de Dambach-la-Ville.

## Lorrain chroniqueur

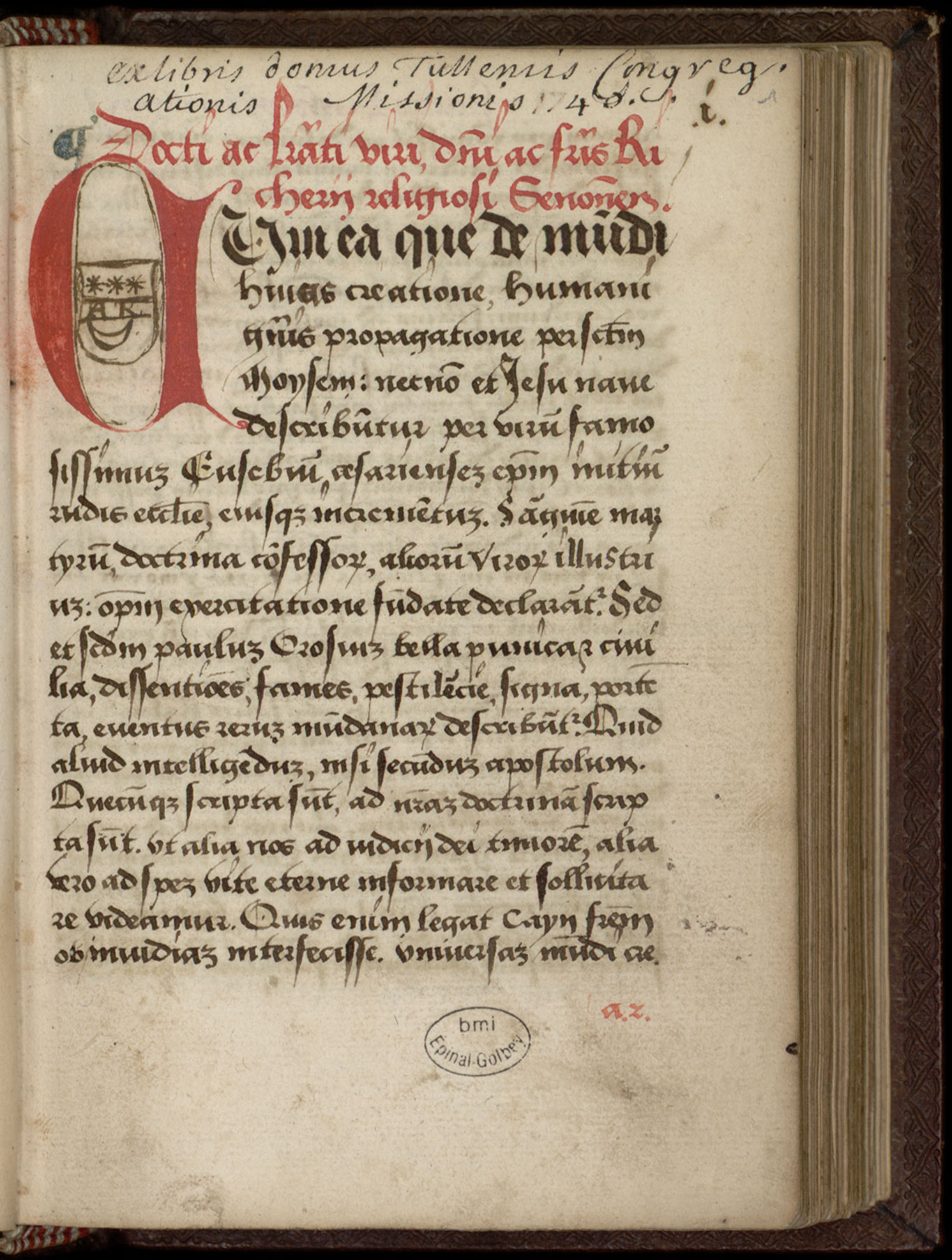
Manuscrit de la chronique de Richer conservé à la Bibliothèque multimédia intercommunale d'Épinal, daté entre 1539 et 1599.

Richer, ou Richerus, est peut-être un cadet de la noblesse lorraine. Il entre novice au couvent de Senones sous l’abbé Henri (1202-1225).  
Il est envoyé vers 1218 comme ambassadeur à Wurtzbourg alors que Thiebault Ier duc de Lorraine est prisonnier de l’empereur Frédéric II depuis l’incendie de Nancy et le siège d’Amance. Il connaît l’abbaye de Gorze, de Toul et de Saint-Dié. 
La chronique de Richer est connue par dix manuscrits. Sur les dix manuscrits, six sont des copies du XVIe siècle, deux sont des traductions, deux sont du XVIIe siècle et un de 1826. Les copies proviennent de Senones, Moyenmoutier et Etival.
Richer a décrit, parmi une multitude de faits reportés dans les chapitres des chroniques, l'année horrible de 1258. Épizooties décimant le bétail dès le printemps, blés pourris par l'été humide, productions arboricoles réduites presque à néant à cause des gelées printanières. Les vendanges sont retardées en attente de soleil et d'un bon mûrissement automnal bien au-delà de la Saint-Rémy, ensuite les grappes de raisin sont soumises au gel et récoltées après la troisième semaine d'octobre. « Pluies et gels perdurent en montagne pendant l'hiver, nous épargnant pudiquement l'effet de la famine de l'annus horribilis. » Richer rapporte ainsi dans sa chronique que ces vendanges catastrophiques ont pourtant donné un vin agréable, aux arômes surprenants après quelques mois de repos.

## Témoin de son époque
Richer, s'il est souvent diplomate et passe sous silence les frasques des puissants hommes méprisant les humbles, s'efforce à la sincérité et hait la dissimulation et l'abus d'autorité religieuse. Il s'autorise à la dénoncer lorsqu'elle provient de femmes unanimement louées, figures exemplaires de la vie sainte. 
Par ses écrits, nous découvrons le béguinage de Saint-Dié, installé dans une maison, en contrebas de la ville haute en face du Robache. Il brosse un portrait singulier de la meneuse des béguines Sibille de Marsal : « Elle affirmait que les anges lui faisaient de l'eau bénite, et, de faict, il y a eu, au chevet de son lict, un beau vase dedans quoi elle pissoit, et, de ce que l'on dict que l'évêque de Metz et les frères prescheurs et plusieurs aultres, s'en arrosèrent et en burent afin de se munir contre les tentations du diable ». Puis le moine chroniqueur s'emporte sur les mœurs des religieuses favorisées pour se raviser aussitôt à la discrétion afin de ne compromettre quiconque : « Ces béguines qui s'étaient déjà approchées du port du salut, retournant à leur première lubricité, se rangèrent derechef aux voluptés du monde. Et desquelles j'estime meilleur n'en rien dire que d'en parler ».
Nos sexologues proposeraient l'hypothèse scientifique d'une femme fontaine. La jouissance que Sibille de Marsal ne cache point aux autres religieux, est liée à l'émission de liquide par la paroi vaginale au cours de ses orgasmes, apparemment fréquents et recherchés.
L'apport de Richer à la légende est semblablement timoré, mais salvateur : il introduit à dose restreinte et contrôlée une vision traditionnelle, populaire ou raisonnée, peut-être celle des plus humbles croyants, dans ce qui est sanctifié par l'autorité religieuse, se retenant de perturber ou d'ébranler le dernier édifice. Il reste la part la plus faible et la plus authentique, quelques bribes de sa contemplation des paysages chemin faisant.